# کیدنس
کِـیدنس (انگلیسی: Cadence) یک گروه آکاپلای کانادایی است که در شهر تورنتو مستقر است.
این گروه در سال ۱۹۹۸ توسط ۴ دانشجوی دانشگاه یورک پایه‌گذاری گردید و در سال ۲۰۰۶ میلادی برندهٔ جایزه جونو بابت «بهترین آلبوم جاز آوایی» شد.
کِـیدنس تا کنون، ۵ آلبوم موسیقی و تعدادی تک‌آهنگ منتشر کرده‌است.
اعضای کنونی گروه مشتمل بر راس لیند (تنور)، کِـرت سَمپسن (بیس و پرکاشن آوایی)، دیوید لین (باریتون و پرکاشن آوایی) و لوکاس مارشند (تنور) است.